# Кипсел
Вижте пояснителната страница за други личности с името Кипсел.
Кипсел (на старогръцки: Κύψελος / Kýpselos; на латински: Cypselus, Kypselos) е първият тиран на Коринт през 7 век пр.н.е. (657/656 – 627/626 пр.н.е.). Основава династията на Кипселидите.
Произлиза от богата фамилия от Коринт. Баща му Еетион произлиза от митичния лапит Кеней. Майка му е парализираната Лабда, дъщеря на Амфион от фамилията Бакхиади, която избира годишно един нов държавен владетел от своите среди, т.нар. притан. Понеже те искат да го убият, заради предсказание на оракула от Делфи, майка му го скрива в сандък. Когато Кипсел пораства, изгонва Бакхиадите и около 650 пр.н.е. поема управлението, като така прекратява 270-годишното управление на Бакхиадите.
Той прогонва или убива множество коринтци и взема тяхната собственост. Така той става много богат и посвещава златна статуя на Зевс за светилището в Олимпия. След 28 години управление той умира и оставя управлението на сина си Периандър († 583 пр.н.е.), който има от своята съпруга Кратеа. Страбон назовава и друг син Горгос от друга жена, който става тиран на Амбракия.